# Earth (álbum de Vangelis)
Earth é um álbum de estúdio do músico grego Vangelis, lançado em 1973.
| Críticas profissionais                                                      | Críticas profissionais |
| Avaliações da crítica                                                       | Avaliações da crítica  |
| Fonte                                                                       | Avaliação              |
| --------------------------------------------------------------------------- | ---------------------- |
| Allmusic                                                                    | [ 2 ]                  |
| Esta tabela precisa de ser acompanhada por texto em prosa. Consulte o guia. |                        |

## Faixas
1. "Come On" - 2:09
2. "We Were All Uprooted" - 6:51
3. "Sunny Earth" - 6:41
4. "He-O" - 4:12
5. "Ritual" - 2:45
6. "Let it Happen" - 4:19
7. "The City" - 1:14
8. "My Face in the Rain" - 4:23
9. "Watch Out" - 3:02
10. "A Song" - 3:28